# About to Die
About to Die è un EP del gruppo musicale statunitense Dirty Projectors, pubblicato nel 2012.

## Tracce
1. About to Die – 4:01
2. While You're Here – 2:05
3. Here Til It Says I'm Not – 3:19
4. Simple Request – 2:46